# يانوش كريستا
يانوش كريستا (بالبولندية: Janusz Christa)‏ هو رسام كارتون بولندي، ولد في 19 يوليو 1934 في فيلنيوس في ليتوانيا، وتوفي في 15 نوفمبر 2008 في سوبوت في بولندا.